# Edgar Grospiron
Edgar Grospiron (* 17. března 1969, Saint-Julien-en-Genevois) je bývalý francouzský akrobatický lyžař. Na olympijských hrách v Albertville roku 1992 vyhrál závod v jízdě na boulích, při olympijské premiéře této disciplíny. Na další olympiádě v Lillehammeru roku 1994 ve stejné disciplíně bral bronz. Bronzovou medaili si přivezl již z olympijských her v Calgary v roce 1988, kde však byly boule pouze ukázkovým sportem a medaile tak není oficiální. Krom toho je trojnásobným boulařským mistrem světa (1998, 1991, 1995). Ve světovém poháru získal čtyři malé křišťálové glóby za celkové vítězství v boulích, vyhrál 28 závodů a 51krát stál na stupních vítězů.
Po skončení závodní kariéry si založil firmu, která pořádá motivační kurzy pro manažery, na základě jeho zkušeností ze sportu. Od roku 2001 uspořádal více než 1000 firemních konferencí. V roce 2008 se stal nejprve jedním z ambasadorů a o rok později dokonce generálním ředitelem kandidatury města Annecy na olympijské hry v roce 2018. Na tuto funkci rezignoval v roce 2010, kandidatura nebyla úspěšná. Bydlí v Annecy-le-Vieux a během komunálních voleb v roce 2008 byl na kandidátce svého přítele a odcházejícího místostarosty Bernarda Accoyera, gaullisty a předsedy francouzského Národního shromáždění v letech 2007–2012. V roce 2017 založil nadaci En Piste na podporu mladých sportovců. Jeho popularita spočívala i ve schopnosti pobavit a vystupovat v médiích, proslulá je například jeho odpověď na otázku, jakou drží dietu: „Jeden týden bílé víno, druhý červené.“